# Neoperreo
El neoperreo és un subgènere musical del reggaeton sorgit a Amèrica Llatina a la dècada del 2010.

## Història
Sorgit en paral·lel a l'eclosió del reggaeton com a gènere mainstream a escala global, el neoperreo es caracteritza per unes produccions musicals més fosques i allunyades del pop que les dels artistes més populars del gènere. Tanmateix, el neoperreo es caracteritza per una notable presència d'artistes dones i queer, i per lletres que sovint busquen subvertir o reapropiar-se d'estereotips de gènere, especialment aquells relatius a la sexualitat. El terme va ser encunyat en forma de hashtag per Tomasa del Real, qui és considerada al costat de Ms Nina una de les figures fundacionals del subgènere.
El neoperreo es caracteritza també pel seu caràcter eclèctic: a més de les influències ja esmentades, sovint ha pres elements de la música electrònica i, en particular, als inicis del moviment diverses artistes van incorporar sons del witch house.
El neoperreo estableix vincles amb el dembow i el reggaeton clàssic de principis de la dècada del 2000, reivindicant especialment artistes com Ivy Queen, les lletres de la qual de contingut feminista es consideren un precedent. El reggaeton d'aquella època és considerat per aquestes artistes com més proper a l'esperit de carrer del gènere, així com a una dimensió més corpòria i menys propera al pop. En aquest sentit, Tomasa Del Real ha assenyalat que al neoperreo «el twerking es converteix en un lubricant social» que s'havia perdut amb les derives posteriors del gènere. Les seves lletres accentuen així des d'un prisma festiu el component feminista, antiracista i inclusiu del reggaeton, establint aliances i creant espais de llibertat per als «freaks, els rars i els inadaptats». amb tot, la crítica musical ha atribuït al neoperreo haver «revolucionat» el reggaeton, contribuint així a un «canvi de paradigma» a l'hora de relacionar-se amb el gènere des d'una òptica feminista i queer que fa èmfasi en la llibertat sexual.
Malgrat el seu origen com a moviment underground, la popularitat del neoperreo va augmentar de forma notable, i va influir en obres de gran impacte comercial i crític com Motomami (2022) de Rosalía i en artistes com Bad Gyal.
A més de Tomasa del Real i Ms Nina, altres figures habitualment citades com a part del subgènere són La Goony Chonga, Bea Pelea, Paul Marmota, DJ Florentino, Lizz, Arca i Isabella Lovestory. Internet ha estat considerat com el mitjà fonamental per a l'articulació del subgènere i els seus artistes sovint han fet ús d'una estètica que combina elements futuristes o del net art amb altres més associats a la cultura de barri i els orígens del reggaeton.